# NSSF Building
NSSF Building är en 103 meter hög skyskrapa i Nairobi. Den är stadens fjärde högsta byggnad och ägs av National Social Security Fund.
Byggnaden stod klar 1973, två meter lägre än samtidigt byggda Kenyatta International Conference Centre. Om man räknar med att den senare byggnaden stod helt klar först när den invigdes i november kan NSSF Building göra anspråk på att ha varit stadens högsta byggnad under några månader.